# Miniopterus macrocneme
Miniopterus macrocneme är en fladdermus i familjen läderlappar som förekommer i norra delen av den australiska regionen. Taxonet infogas i några äldre avhandlingar som underart i Miniopterus pusillus och nyare verk godkänner det oftast som god art.
Några exemplar från Nya Guinea hade 40 till 47 mm långa underarmar och 16 till 19 mm långa skenben.
Denna fladdermus förekommer på Nya Guinea, på Bismarckarkipelagen, på Salomonöarna, på Nya Kaledonien och på Vanuatu. Den vistas i låglandet och i bergstrakter upp till 3200 meter över havet. Miniopterus macrocneme lever i tropiska skogar och den besöker även bergsängar.
Individerna vilar i torra grottor och bildar där kolonier som kan ha flera tusen medlemmar. De jagar flygande insekter. Några sovande exemplar eller djurets avföring hittades i vägtrummor och i byggnader. I utbredningsområdet förekommer inga kalla årstider men fortplantningen sker under våren (från augusti på södra jordklotet). Enligt de kända studierna förekommer ingen fördröjd embryoutveckling. Nyfödda ungar är nakna och de bildar oftast egna flockar i grottan med endast en eller ett fåtal vuxna individer i närheten. Parasiter är fladdermusflugor och flugor av familjen Streblidae.
Arten är känslig för störningar i grottorna. På Nya Guinea jagas den av ursprungsbefolkningen. IUCN listar Miniopterus macrocneme på grund av den något oklara taxonomin med kunskapsbrist (DD).